# Chelsea Tavares
Chelsea Royce Tavares (* 22. September 1991 in Los Angeles, Kalifornien) ist eine US-amerikanische Schauspielerin.

## Leben
Tavares’ Eltern  stammen aus Kap Verde. Ihre bisher größte Rolle hatte sie in der Fernsehserie Unfabulous auf Nickelodeon. Dort spielte sie an der Seite von Emma Roberts die Rolle der Cranberry. Daneben spielte Tavares Nebenrollen in jeweils einer Folge der Fernsehserien Practice – Die Anwälte und The District – Einsatz in Washington sowie in zwei Folgen CSI: Miami. 2010 spielte sie die Rolle der Terri in dem Horrorfilm Insidious. Zusammen mit ihren Serienkolleginnen aus Unfabulous wurde sie 2005 und 2006 für den Young Artist Award nominiert. In den USA wirbt sie für die Fastfood-Kette Burger King und die Mode-Kette GAP. Tavares hat zwei jüngere Schwestern, darunter Kylee Russell, die ebenfalls als Schauspielerin tätig ist. 2011 und 2012 trat sie in der US-Serie Ringer in einer Nebenrolle auf.
2012 hatte sie in der verkürzten dritten und letzten Staffel der Fernsehserie Make It or Break It als Turnerin Jordan Randall eine der Hauptrollen inne.
2020 hatte sie eine Gastrolle in Navy CIS.